# Gaston Smidt
Knut Oskar Wilhelm Gaston Smidt, född 1 december 1898 i Ålem, Kalmar län, död 28 januari 1976 i Stockholm, var en svensk grafiker, tecknare och målare.
Han var son till konservatorn Wilhelm Smidt och Hulda Friberg och från 1921 gift med Jane Weronica Ingeborg Ternström samt far till Åsa Söderström. Smidt studerade omkring 1920 vid Tekniska skolan och Konstakademiens etsningsskola. Efter studierna arbetade han 25 år som tecknare vid AB Wilhelm Becker  innan han övergick till att bli konstnär på heltid. Han arbetade huvudsakligen med grafik där han i etsning och litografi avbildade figurmotiv, stadsbilder, mariner och landskapsskildringar. Bland hans offentliga arbeten märks en väggutsmyckning i Hallstaviks simhall. Smidt är representerad vid Malmö museum och Göteborgs museum.